# Comuna de Krypno
Krypno (polaco: Gmina Krypno) é uma gminy (comuna) na Polónia, na voivodia de Podláquia e no condado de Mońki. A sede do condado é a cidade de 1999.
De acordo com os censos de 2004, a comuna tem 4170 habitantes, com uma densidade 37 hab/km².

## Área
Estende-se por uma área de 112,69 km², incluindo:
- área agricola: 80%
- área florestal: 10%

## Demografia
Dados de 30 de Junho 2004:
|                      | Total   | Total | Mulheres | Mulheres | Homens  | Homens |
| -------------------- | ------- | ----- | -------- | -------- | ------- | ------ |
|                      | pessoas | %     | pessoas  | %        | pessoas | %      |
| População            | 4170    | 100   | 2070     | 49,6     | 2100    | 50,4   |
| Densidade (pop./km²) | 37      | 100   | 18,4     | 18,4     | 18,6    | 18,6   |

De acordo com dados de 2002, o rendimento médio per capita ascendia a 1364,75 zł.

## Comunas vizinhas
- Dobrzyniewo Duże, Knyszyn, Mońki, Tykocin, Trzcianne